# Paecilomyces cinnamomeus
Paecilomyces cinnamomeus är en svampart som först beskrevs av Petch, och fick sitt nu gällande namn av Samson & W. Gams 1974. Paecilomyces cinnamomeus ingår i släktet Paecilomyces och familjen Trichocomaceae.   Inga underarter finns listade i Catalogue of Life.